# Damien Margat
Damien Margat (ur. 10 kwietnia 1983 w Redon) – francuski wioślarz.

## Osiągnięcia
- Mistrzostwa Świata – Mediolan 2003 – ósemka wagi lekkiej – 3. miejsce[1].
- Mistrzostwa Świata – Banyoles 2004 – ósemka wagi lekkiej – 1. miejsce[1].
- Mistrzostwa Świata – Gifu 2005 – dwójka bez sternika wagi lekkiej – 8. miejsce[1].
- Mistrzostwa Świata – Eton 2006 – dwójka bez sternika wagi lekkiej – 7. miejsce[1].
- Mistrzostwa Europy – Poznań 2007 – czwórka bez sternika wagi lekkiej – 7. miejsce[1].